# 거포

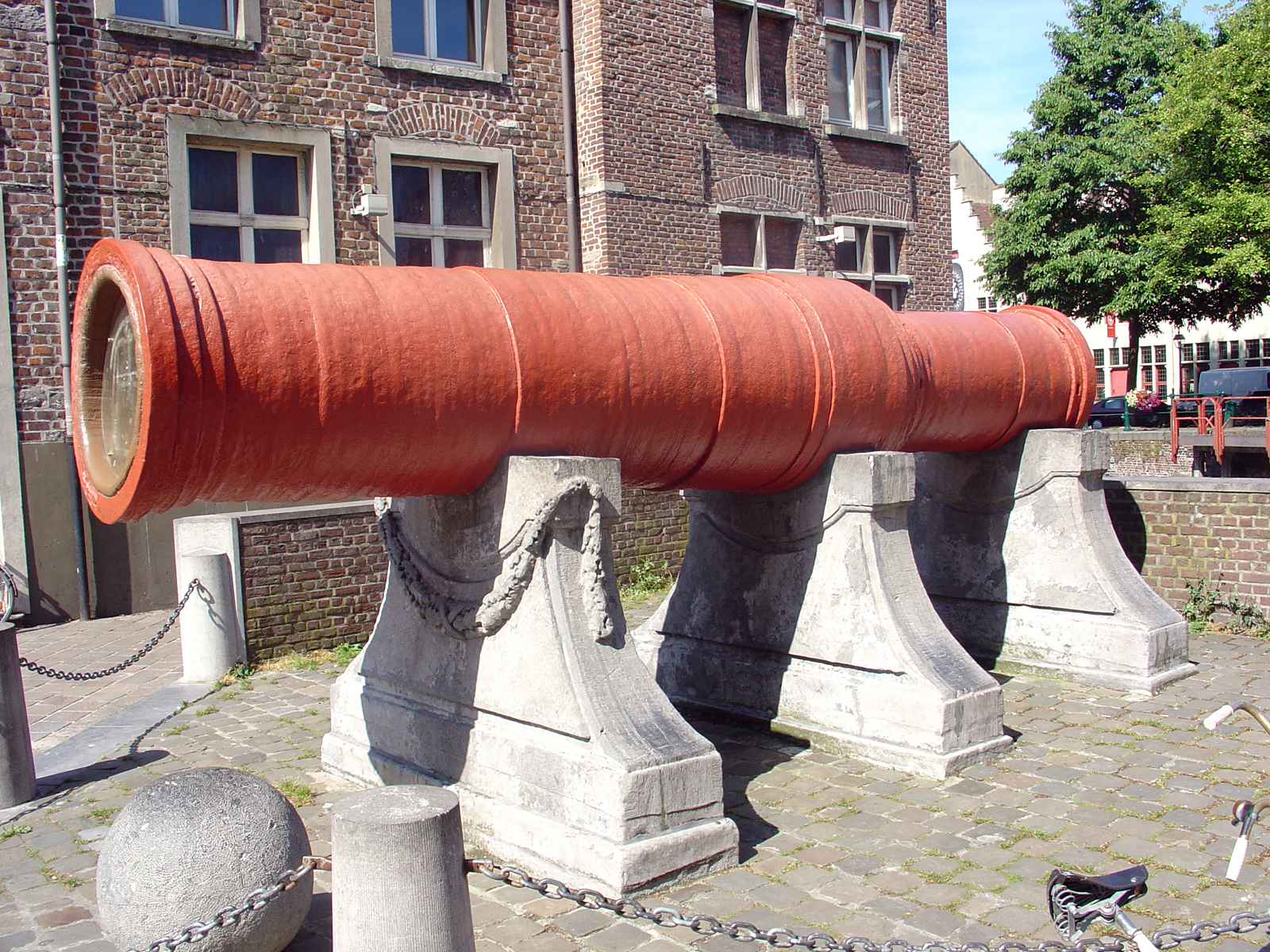
15세기 벨기에의 뒬레 흐리트 거포. 구경 64 센티미터이며 재질은 연철.

거포(巨砲, supergun)는 매우 큰 대포이다. 여기서 크다 함은 포구 구경 또는 포신 길이 또는 둘 다를 일컫는다.
거포의 개발은 근세 화약시대에서 근대를 거쳐 현대의 벽두인 세계대전 때까지 대포의 역사와 함께해 왔으며, 거의 대부분 고도로 요새화된 적을 타격하거나 초장거리에서 적을 포격하기 위한 용도로 설계되었다.

## 같이 보기
- 레일건